# 紐育華撃団
紐育華撃団（ニューヨークかげきだん）は、セガのコンピュータゲーム『サクラ大戦シリーズ』と、それに関連するメディアミックス作品に登場する架空の組織、またはその声優陣である。

## 概要
帝都・巴里に次いで、魔の力に対抗するため創設された都市防衛組織。本部は、アメリカ合衆国・ニューヨーク州のマンハッタンに位置する「リトルリップ・シアター」。シンボルマークはイーグルとアメリカ国旗（星の数は5つ）。英語での表記は“NewYork Fighting Troupe”で、これを意訳すると「紐育華撃団」になる。登場時の台詞は「紐育華撃団 レディー・ゴー!」

## 司令・副司令
マイケル・サニーサイド

愛称はサニー。リトルリップ・シアターのオーナーであり、紐育華撃団総司令。セントラル・パークに豪邸を構えている世界でも有数の大富豪。「人生はエンターテイメント!」をモットーとし、物事は善悪で考えるのではなく、民衆が何を求めているか、何を支持しているかを考えて行動をしている。
和食を好む日本通。中でも鯉を気に入っており、庭の池で飼ったり、屋敷に鯉のぼりを飾ったりしている。
ラチェット・アルタイル

容姿端麗、頭脳明晰、寛容な人格と非の打ち所のない紐育華撃団の副司令。投げナイフが主な武器で、全体を見る目にも秀でた戦闘の天才ではある。が、実生活の面ではリンゴを剥けない、フライパンの用途を違えていたりで料理が出来ない等の不得手も多い。
映画『サクラ大戦 活動写真』で描かれる『サクラ大戦V 〜さらば愛しき人よ〜』以前の時期には元欧州星組の隊長であり、ブロードウェイを代表する大スターでもあった。またラチェットが所属した時期の欧州星組には隊員として九条昴やのちに帝国華撃団所属となる織姫やレニがいた。
紐育華撃団の創設に伴い、帝国華撃団へ研修のために一時的に入隊。帰国後、紐育華撃団隊長に就任したが、『V』序盤で霊力の低下により霊子甲冑「スター」を操縦する能力を失い、大河新次郎に他者には無い「サムシングエルス」の輝きを見出し、新次郎に隊長の職を委譲し、以降は副司令に就任。同時に看板女優の座も降り、リトルリップ・シアターの支配人として隊員たちを見守る立場となった。のちに伯林歌劇団創設のメンバーとなる。

## 星組
平時はリトルリップ・シアター所属のミュージカル俳優として活躍する。「五輪の戦士」で構成されており、全員が身体のどこかに「五輪のアザ」がある。また各隊員の名前は基本的に星座に由来している。
本作より2年後の降魔大戦では二都作戦の末、紐育華撃団星組が降魔皇と共に幻都に封印される。
大河 新次郎（たいが しんじろう）

『サクラ大戦V 〜さらば愛しき人よ〜』の主人公。紐育華撃団・星組隊長。サムライの心を持つ大神一郎の甥（大神の実姉・双葉（後述）の子）。海軍士官学校では飛び級を繰り返して首席卒業、海軍少尉の階級を持つ。叔父譲りの真面目な性格。大神同様に体が勝手に動くことがしばしばある。大神より中性的な容姿で、幼く頼りない印象が強い。
二刀流（右手に一本の太刀、左手に一本の小太刀を逆手に持つという独特のスタイル）の使い手。大神が雷を操るのに対して、冷気を操る。当初は大神の代わりとして派遣され、シアターでモギリをしながら「隊長見習い」として戦闘の最前線を指揮していたが、後に正式に任命される。
プチミントというステージネームで、女装をして舞台に立つこともある。プチミントは、滅多に舞台に登らないことや、その愛らしい姿から一部のファンやシアター関係者から高い人気があり、「幻のスター」とも呼ばれている。
ジェミニ・サンライズ

サムライや、日本文化を愛してやまない元気印のカウガールでボクっ娘。「ミフネ流剣法」の使い手であり、愛刀は「レッドサン」。リトルシップ・シアターの掃除係だったが、五輪の戦士であることが判明し、星組に入隊とシアターの女優デビューを果たす。すぐに妄想にふけるクセを持ち、「なんちてなんちてー」が口癖。大のダジャレ好きでもある。得意料理はステーキ。
『サクラ大戦V EPISODE 0〜荒野のサムライ娘〜』では主人公として登場しており、師匠ミフネの遺言により、愛馬ラリーと愛剣レッド･サンを手に紐育を目指す。テキサスを旅立ち紐育を目指していたはずが、正反対のサンフランシスコに辿り着いてしまったほどの方向音痴。パトリックたちからフワニータを守るために戦った。
実は二重人格。本来は双子として生まれてくるはずだったが、生まれたのはジェミニだけで、彼女には心臓が2つある（片一方は小さすぎて心臓として機能していない）という奇形がある。その双子の片割れとしての人格がジェミニの副人格「ジェミニン」で、ミフネ以外の誰からもなき者として扱われたため粗暴で荒んだ性格をしており、ミフネの敵討ちに固執している。ジェミニンの言動で起きた結果とジェミニの記憶との齟齬に対しジェミニは長らく「姉がいる」と思い込む事で対処していた。
クロスオーバー作品である『PROJECT X ZONE』では、エリカ・フォンティーヌとタッグを組んで参戦。巴里へ研修に行った際にエリカと共にシゾーを追いかけ、異世界である『ゴッドイーター』の世界に飛ばされた所を他のキャラクターと遭遇する。
サジータ・ワインバーグ

ハーレムの黒人暴走族「ケンタウロス」の元リーダー。無実の罪を科された仲間を救えなかったことをきっかけとし、ニューヨークのハーレムに事務所をおく敏腕弁護士となっている。姉御肌で、冷静な判断力と情熱的な行動力は紐育華撃団のメンバーから一目置かれている。
しっかり者のように見えるが家事全般が苦手で、片付けようとすると余計に散らかる。大の猫好きだが猫からは嫌われており、大嫌いな犬からは好かれている。リカの教育係でもあり、可愛がっている。豊満なボディの持ち主であるが故に、体重に関する悩みは尽きない。当初は巴里華撃団のロベリアについて、犯罪者を超法規的措置で登用していることに対して軽い反発を示していた。
リカリッタ・アリエス

明るく陽気な元気少女。金の銃と銀の銃をもち、その腕前は超一流で知られているバウンティハンター（賞金稼ぎ）として名を馳せている。相棒は「もしものごはん（非常食）」のフェレットのノコ。やや頼りなげな新次郎を子分と思っている。どんなに怒っても、ゴハンを食べたらすぐに笑顔になるほどのゴハン好き。学習能力が高く、勉強も大好き。幼少期の出来事より、「失敗」に対し過剰反応を起こしたことがある。
ダイアナ・カプリス

微笑みを絶やさない、女神のように慈愛溢れる少女。病弱だがボストン大学で医学を学び、ニューヨークに来た研修医でもある。鳥や花などの自然を愛する穏やかさと、ドールハウス作りの趣味などの少女らしさの反面、気持ちが高ぶると土佐弁になったり、大河の女装姿に興奮してしまうなどの一面も持つ。星組唯一の菜食主義者で野菜料理のレパートリーが豊富。
祖先がフランスからの移民族であるため苗字が「カプリス」ではあるが、シャノワールのシー・カプリスと同姓であることについて明確な親戚設定はない。
著しく高い霊力を有することから、回復だけでなく予知能力も持ち合わせる余りに精神力が耐えられず、余命1年を宣告されている。自力で歩くこともできない、ただ死を待つ生活をしていたが、新次郎の働きによって生きることに希望を見いだす。
九条 昴（くじょう すばる）
日本の公家につながる家系であり、能楽や日本舞踊にも長けている。あらゆることに天才的な才能を発揮し、その振る舞いは優雅にして、傍若無人。過去に実験的に組織された欧州星組の元隊員で、帝国華撃団の織姫やレニとは同期。ラチェット曰く、その頃から外見がほとんど変わっていない。また、年齢や性別等すべてが謎に包まれており、賢人機関やサニーサイド、欧州星組の元隊長のラチェットでさえすべてを把握してはいない。鉄扇を常に携帯しており、武器としても使用する。

## 虹組
プラム・スパニエル
声 / 演 - 麻生かほ里
1906年11月24日生まれ。21歳。身長*体重は178*68。B型。アメリカ・カリフォルニア出身。
シアターのドリンクバーウェイトレス。ローラースケートで軽快に駆け抜ける。抜群のプロポーションとあふれ出る愛嬌で、客にも大勢のファンがいる。自身の手製であるフルーツジュースは、客達から屈指の人気を誇る。数学のスペシャリストであり、大学を飛び級で卒業した。
吉野 杏里（よしの あんり）
声 / 演 - 本名陽子
1911年4月27日生まれ。17歳。身長*体重は145*36。B型。アメリカ・ワシントン出身。
シアターの売店の売り子。洋裁が得意で、舞台衣装の製作すべてを受け持つ。日系三世で、父は寿司バーの職人。基本的に男性は苦手で、プラムのことをいつも頼りにしている。新次郎に対しては、初対面よりやたらに冷たい態度しか取らず、素直に気持ちを現さないが、彼が女の子と仲良くしているのを見るとヤキモチを焼く一面も。

## その他
ラリー
ジェミニの愛馬。ジェミニとは子供の頃から一緒で、兄弟のように育てられた。音にうるさく、使う馬具にはこだわっている。母馬は「テキサスの暴君」と称えられた程の名馬。肉やハムを好んで食べるなど草食動物とは思えない行動をとる。
『Ⅴ EPISODE 0』では、紐育華撃団に入隊する前のジェミニと共にニューヨークを目指して旅をしており、その結果、自身もまたパトリック・ハミルトンと彼の率いる黙示録の三騎士との戦いに巻き込まれる事に。
王 行智（おう ぎょうち）
声 / 演 - 後藤哲夫
1868年2月11日生まれ。身長*体重は157*52。O型。中国出身。
参謀・整備班長。霊子甲冑「スター」や武装飛行船「エイハブ」の開発に携わっている。また東洋医学にも非常に詳しく、ベイエリアのチャイナタウン内に鍼灸や漢方を扱う治療院を開業している。